# Karmirgjuch
Karmirgjuch – wieś w Armenii, w prowincji Gegharkunik. W 2011 roku liczyła 4964 mieszkańców.